# Danilo Cubattoli
Danilo Cubattoli (San Donato in Poggio, 24 settembre 1922 – Firenze, 2 dicembre 2006) è stato un presbitero e critico cinematografico italiano, decano dei cappellani delle carceri d'Italia.

## Biografia
Nato a San Donato in Poggio  da Giuseppe Cubattoli ,  rimasto orfano della madre Adele all'età di tredici anni, nel 1936, entrò nel seminario minore di Montughi a Firenze. In quel periodo fu guidato dal cardinale Elia Dalla Costa, che ebbe influenza sulla sua formazione. Fin dai tempi del seminario superiore al Cestello gli fu assegnato il soprannome di Cuba dai ragazzi di San Frediano. Fu così chiamato e conosciuto successivamente dai conoscenti e dagli amici seminaristi Lorenzo Milani, Renzo Rossi, Silvano Piovanelli, Ernesto Balducci, Raffaele Bensi e Bruno Borghi. Visse la maggior parte della sua storia di missionario nel popolare quartiere fiorentino di San Frediano.
Cubattoli fu ordinato sacerdote l'11 luglio 1948 nel Duomo di Firenze. Ispirato da La Pira, ad iniziare dalla fine degli anni quaranta fino alla morte, insieme a Ghita Vogel, Ulisse e Marigù Pelleri e Fioretta Mazzei, dette vita all'associazione Obiettivo Giovani di San Procolo, dal luogo di riunione e preghiera dei volontari, un'associazione per l'assistenza e l'avviamento professionale di giovani indigenti.
Fin dagli anni cinquanta fu prima volontario e poi cappellano presso le carceri fiorentine di Santa Teresa e delle Murate. Con Giorgio Bruni e Nazareno Taddei, presso il nuovo istituto di pena di Sollicciano cominciò ad occuparsi di cinematografia per alleggerire la pena ai detenuti e favorirne il riadattamento. Grazie a queste nuove attività e responsabilità all'interno dell'ACEC - Associazione Cattolica Esercenti Cinema - poté collaborare nell'arco di trent'anni con autori quali Pier Paolo Pasolini, Federico Fellini, Franco Zeffirelli, Marco Bellocchio, Tonino Guerra, Ermanno Olmi e Roberto Benigni. Era suo desiderio che la Chiesa si muovesse con maggiore determinazione nel dare valore al nuovo sistema di simboli recato dalle immagini e dal cinema in particolare.
Fondò il campeggio marino di Molino al fuoco, presso Vada nella provincia di Livorno; fu realizzato nel dopoguerra con materiali di fortuna e ha ospitato centinaia di ragazzi dei quartieri più poveri di Firenze.
È morto a Firenze all'età di 84 anni, nella sera del 2 dicembre 2006.

## Memoria
Il 24 febbraio 2007 gli è stato intitolato il restaurato chiostro delle Leopoldine in piazza Tasso a Firenze; una lapide alla sua memoria lo ricorda come il prete dei carcerati.
La sua figura è presente in alcuni romanzi dello scrittore Marco Vichi con protagonista il commissario Bordelli. A lui è dedicato il libro di memorie Essere Arcobaleno di Andrea Claudio Galluzzo.